# Elecciones municipales de Quito de 1992
Las elecciones municipales de Quito de 1992 se llevaron a cabo como parte de las Elecciones seccionales de Ecuador del mismo año. Resultó elegido el exministro de trabajo Jamil Mahuad, del partido Democracia Popular, siendo su principal contendor el ex prefecto Fabián Alarcón por el Frente Radical Alfarista. Están fueron las últimas elecciones municipales de Quito antes de convertir la administración municipal del cantón en distrito metropolitano en 1993.
Fuentes: